# Studiebyen
55°43′26″N 12°33′31″Ø / 55.72389°N 12.55861°Ø
Studiebyen i Hellerup er opført 1920-1924 og består af 104 enkelthuse, dobbelthuse og rækkehuse tegnet af 24 af datidens store arkitekter. Byggeriet var et forsøg på at belyse de forskellige hustypers mangler og fordele økonomisk, indretnings- og materialemæssigt. Bygherren var Københavns Almindelige Boligselskab (KAB) med direktør F.C. Boldsen i spidsen, som i begyndelsen af 1920'erne opførte adskillige lavbebyggelser med haver i København. Formålet var at skabe bedre boliger med lys og luft til arbejderklassen, som fik mulighed for at flytte ud af byen – blandt andet til boligerne i Studiebyen.

## Bygninger
- Rækkehusene og porten Rygårds Allé 56-94 & 79-119

Peter Nielsen, August Rasmussen og V. Rørdam Jensen.
- Skovlæet 3-10, Peter Nielsen & Ole Falkentorp
- Lundekrogen 3-4, Claudius Hansen
- Lundekrogen 5, Henning Jørgensen
- Lundekrogen 6-7-8, Anton Bendix
- Lundekrogen 9-10, Kay Fisker
- Sømarksvej 19-20-21-22, Svend Møller & Georg Ponsaing
- Sømarksvej 23-24-25-26, Edvard Thomsen
- Sømarksvej 27-28-29-30, Ivar Bentsen & Thorkild Henningsen
- Lundeskovsvej 6 & 8, Henning Hansen
- Lundeskovsvej 10-12 & 13-15, Carl Schiøtz
- Lundeskovsvej 14-16 & 17-19, Hans Kai Turin-Nielsen
- Lundeskovsvej 18 & 20, Jesper Tvede
- Lundeskovsvej 21-23-25, Poul Holsøe
- Lundeskovsvej 22 & 27, Alfred Brandt
- Lundeskovsvej 24 & 29, Henning Jørgensen
- Lundeskovsvej 26 & 31, Tyge Hvass
- Lundeskovsvej 28-30-33-35, Anton Rosen
- Lundeskovsvej 32 & 37, K. Kirkerup
- Lundeskovsvej 34, 36 & 39, Jesper Tvede
- Rygårds Allé 100 & 127, Poul Hauggaard & Ole Falkentorp
- Rygårds Allé 102 & 121, Sigurd Christensen

## Eksterne links
- Kunstakademiets Arkitektskoles Bibliotek Arkiveret 28. september 2007 hos  Wayback Machine
- Studiebyens Boligselskab Arkiveret 28. september 2007 hos  Wayback Machine

|  | Denne artikel om en bygning eller et bygningsværk kan blive bedre, hvis der indsættes et (bedre) billede. Du kan hjælpe ved at afsøge Wikimedia Commons for et passende billede eller lægge et op på Wikimedia Commons med en af de tilladte licenser og indsætte det i artiklen. |